# Once I Was an Eagle
Once I Was an Eagle è il quarto album discografico in studio della cantautrice inglese Laura Marling, pubblicato nel maggio 2013 dalla Virgin Records.

## Descrizione
Laura Marling ha cominciato a lavorare sul disco nella seconda metà del 2011, prima della pubblicazione del suo terzo album A Creature I Don't Know. La produzione invece, affidata come per i precedenti lavori a Ethan Johns, è stata effettuata dopo la fine del tour di promozione dell'album precedente. Il disco è stato registrato nel 2012 in circa dieci giorni presso il Three Crows Studio di Bath.
Per quanto riguarda la promozione, il disco è stato annunciato l'8 marzo 2013 tramite lo streaming di Where Can I Go? diffuso su SoundCloud. Il primo singolo estratto è stato Master Hunter, pubblicato in anteprima dalla BBC Radio 1 il 16 aprile 2013.
Riguardo alla critica, l'album è stato accolto positivamente da tutti i siti e le riviste specializzate (voto 9/10 per NME, 8,1/10 per Pitchfork, 3,5/5 per AllMusic e Rolling Stone). NME lo ha inserito al nono posto tra i migliori dischi del 2013, Uncut al quinto, mentre il The New York Times al secondo.

## Tracce
Tutte le tracce sono di Laura Marling, eccetto Interlude, di Ethan Johns
1. Take the Night Off – 4:12
2. I Was an Eagle – 4:21
3. You Know – 2:30
4. Breathe – 5:00
5. Master Hunter – 3:16
6. Little Love Caster – 5:52
7. Devil's Resting Place – 3:14
8. Interlude – 2:16
9. Undine – 3:12
10. Where Can I Go? – 3:40
11. Once – 3:38
12. Pray for Me – 5:05
13. When Were You Happy? (And How Long Has That Been) – 3:53
14. Love Be Brave – 3:04
15. Little Bird – 5:40
16. Saved These Words – 4:27

## Formazione
- Laura Marling - voce, chitarra
- Ruth De Turbeville - violoncello
- Ethan Johns - batteria
- Rex Horan - basso

## Classifiche
- Official Albums Chart - #3[6]
- Billboard 200 - #49[7]